# Rue des Minimes (Bruxelles)
Pour les articles homonymes, voir Rue des Minimes.
 (septembre 2020).
Si vous disposez d'ouvrages ou d'articles de référence ou si vous connaissez des sites web de qualité traitant du thème abordé ici, merci de compléter l'article en donnant les références utiles à sa vérifiabilité et en les liant à la section « Notes et références ».

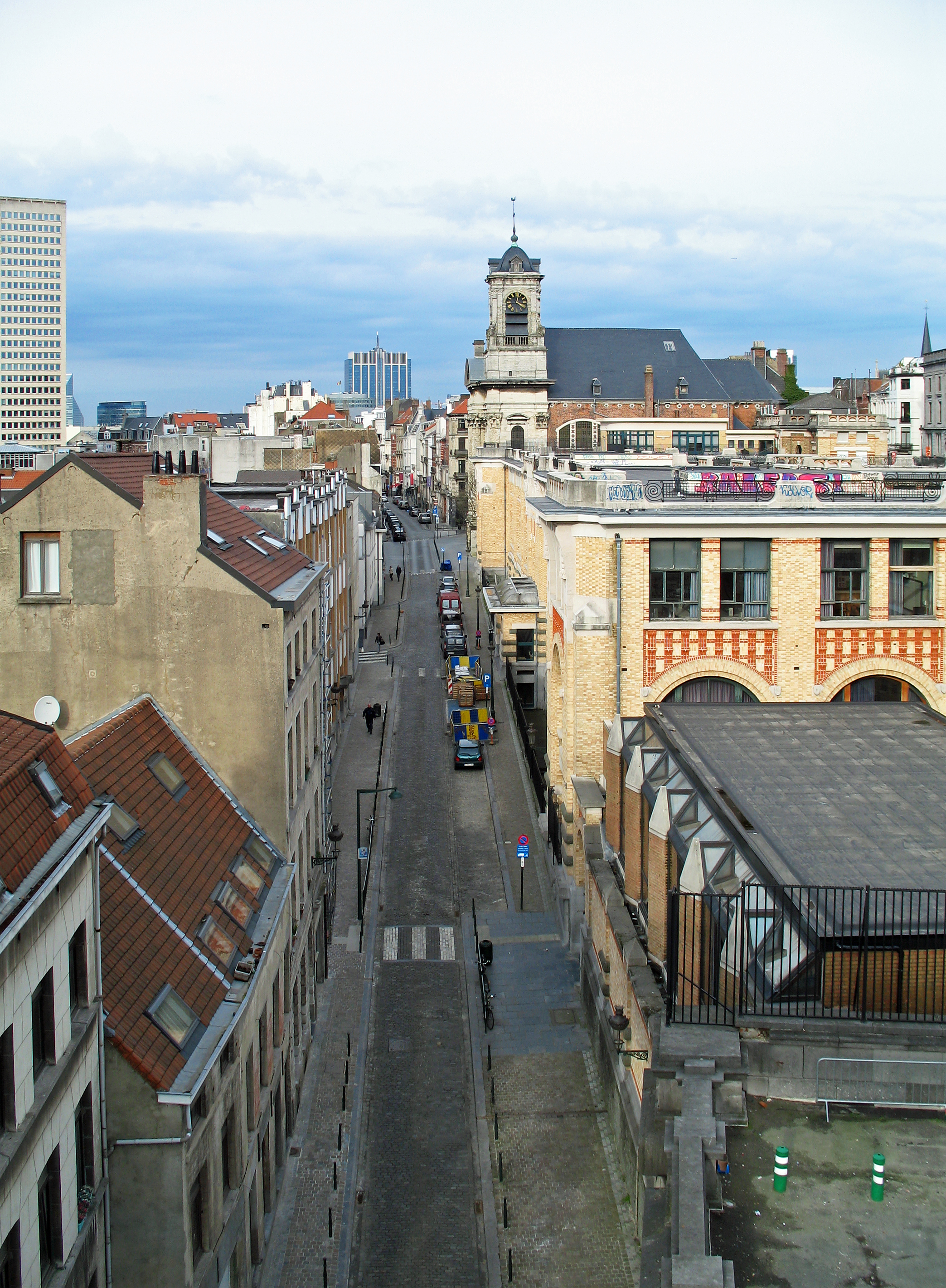
Rue des Minimes

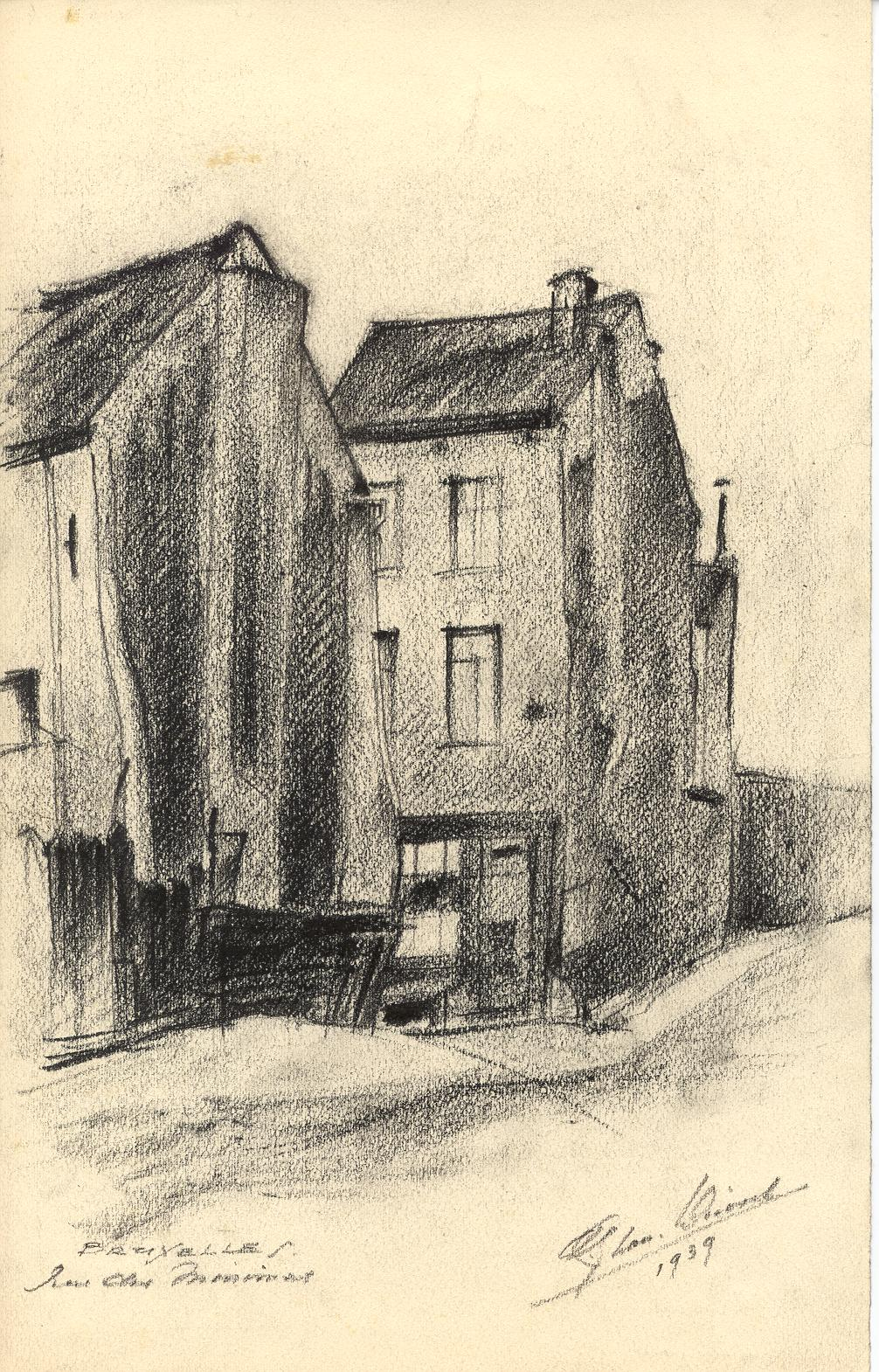
La rue des Minimes à Bruxelles vue en 1939, dessin de Léon van Dievoet.

La rue des Minimes (en néerlandais : Miniemenstraat) est une rue de Bruxelles (Belgique) qui va de la rue du Faucon jusqu'à la place du Grand Sablon. Jusqu'en 1895 elle donnait dans la rue du Coq-d'Inde qui débouchait sur la place du Sablon mais qui fut rasée pour permettre à la rue des Minimes d'y atteindre directement.
Elle doit son nom actuel à l'ordre religieux des Minimes, qui y construisit l'un de ses couvents en 1621. Tant le nom que la longueur de la rue ont varié au cours des siècles. Au XIVe siècle, on l'appelait Blaerstrate, allusion supposée à un certain Jean Blaes  qui y habitait vers 1300. Dans un document de 1374, elle est aussi appelée « super Zabulum quo iter versus Obbruxellam » (Par où on va du Sablon à Saint-Gilles, une commune bruxelloise). 
Cette longue artère rejoignait l'extrémité sud de la rue aux Laines. Au XVIIe siècle, la partie nord prit le nom de rue des Minimes,  tandis que son tronçon sud prenait le nom de rue des Marolles, forme corrompue du nom d'un ordre religieux qui s'y était établi, les Sœurs de Marie ou Mariam Colentes en latin. Seul le tronçon central conserva le nom de Blaerstraat, qui reçut en français le nom de rue des Feuilles,  traduction hautement fantaisiste de son nom flamand — « blaer » ressemblant vaguement au mot néerlandais « blaren », pluriel du mot signifiant « feuille ».
Ces trois appellations figurent sur le plan topographique de la ville de Bruxelles établi par Dupuis en 1770. En 1853, la rue entière prit officiellement le nom de rue des Minimes. La construction du palais de justice l'amputa de sa partie centrale. La partie sud — celle qui rejoignait la rue aux Laines — prit alors son nom actuel de rue de Montserrat.
La rue des Minimes se trouve en plein cœur du quartier des antiquaires, appelé aussi le quartier du Sablon, qui est situé à environ 1 kilomètre à l'ouest du parc de Bruxelles.
La particularité de cette rue réside dans le fait qu'elle abrite la plupart des marchands d'art africain de Belgique.

## Édifices remarquables
- L'église Saints-Jean-et-Étienne-aux-Minimes est le seul bâtiment qui subsiste de l'ancien couvent des Minimes.
- L'athénée Robert Catteau construit sous le nom d'Ecole Moyenne A en 1925 par l'architecte François Malfait.
- Le Musée juif de Belgique est établi au no 21.